# 캠코선박운용
캠코선박운용(KAMCO Ship Investment Management)은 선박투자회사를 관리·운영하며, 선박의 취득·대선, 자금 차입 및 사채발행, 주식의 발행, 취득한 선박의 관리·매각 등 업무를 위탁·운영하기 위해 2009년에 설립된 주식회사이다. 캠코선박펀드 전담 관리회사로서 2009년부터 2015년까지 구조조정기금으로 33개 선박펀드를 조성하여 만기 청산했으며, 2015년부터 현재까지 2,282억원의 18개 캠코선박펀드를 관리해 오고 있다.

## 연혁
- 2009년 3월 5일 ‘해운산업 구조조정 추진 방향’ 발표 (금융위원회, 기획재정부, 국토해양부)
- 2009년 4월 23일 ‘해운산업 구조조정과 경쟁력 강화 방안’ 확정 발표 (금융위원회, 기획재정부, 국토해양부)
- 2009년 6월 23일 캠코선박운용회사 설립 (자본금 70억원)
- 2009년 7월 23일 캠코글로벌 1호(1개사) 선박투자회사 설립
- 2009년 7월 24일 캠코글로벌 2·3·5·6·9·11·12·13호(8개사) 선박투자회사 설립
- 2009년 7월 27일 캠코글로벌 4·7·8·10·14·15·16·17호(8개사) 선박투자회사 설립
- 2009년 11월 18일 캠코글로벌 18호(1개사) 선박투자회사 설립
- 2010년 3월 31일 캠코글로벌 19·20·21·22·23호(5개사) 선박투자회사 설립
- 2010년 6월 18일 캠코글로벌 24호(1개사) 선박투자회사 설립
- 2010년 8월 3일 캠코글로벌 25호(1개사) 선박투자회사 설립
- 2010년 8월 18일 캠코글로벌 26·27호(2개사) 선박투자회사 설립
- 2011년 11월 3일 캠코글로벌 28·29·30·31·32·33호(6개사) 선박투자회사 설립
- 2015년 3월 주주변경 (한국자산관리공사 100%)
- 2015년 4월 본사 부산 이전 (부산국제금융센터(BIFC))
- 2015년 4월 한국 토니지 1호-2호 선박투자회사(2개사) 설립
- 2015년 10월 한국 토니지 3호-7호 선박투자회사(5개사) 설립
- 2016년 6월 한국 토니지 8호-13호 선박투자회사(6개사) 설립
- 2016년 10월 31일 ‘해운산업 경쟁력 강화 방안’ 발표 (관계부처 합동)
- 2016년 12월 한국 토니지 14호-18호 선박투자회사(5개사) 설립
- 2017년 4월 한국선박 글로벌 1호-2호 선박투자회사(2개사) 설립
- 2017년 4월 한국 토니지 19호-38호 선박투자회사(20개사) 설립

## 주요 업무
- 선박의 취득 (신조선 건조계약, 중고선 매매)
- 자금의 차입 및 사채의 발행
- 취득한 선박의 관리 및 매각
- 선박의 대선
- 주식의 발행
- 그 밖에 대통령령이 정하는 업무

## 조직

### 대표이사 사장
- 선박관리팀
- 경영지원팀

## 사건·사고 및 논란

### 캠코, 3900억원 규모 6개 해운사 선박 20척 인수…"유동성 지원"
한국자산관리공사(캠코)가 해운업계 유동성 지원을 통한 재무구조 개선을 위해 3900억원 규모의 6개 해운사 중고선박 20척을 인수한다.
캠코는 15일 오전 서울 강남구 역삼동 서울지역본부에서 문창용 캠코 사장과 SM상선, 대한상선, 대한해운, 남성해운, 두양리미티드, 팬오션 등 6개 국적선사 대표들이 참석한 가운데 해운사들이 보유한 컨테이너선(13척)과 벌크선(7척) 등 총 20척을 인수하는 체약을 체결했다.
한진해운 청산 과정에서 매물로 나온 선박을 포함한 20척을 정책금융기관(캠코)이 직접 매입한 후 해운사에 대여해 해외 헐값 매각을 막고 해운사의 자금 숨통을 터주자는 취지다.
전체 인수 금액은 3900억원 규모로 이중 2300억원은 캠코가, 나머지 1600억원은 이들 6개 해운사가 부담한다.
앞서 앞서 캠코는 지난 2015년부터 2282억원의 자체 자금을 투입, 4108억원의 선박펀드를 조성해 국내 해운사 중고선박 18척을 인수했다.
캠코는 선박투자회사 제도를 통해 선박을 간접 인수하고 '국적선사에 재매각 조건'으로 '시가 매입'해 해운사를 지원하는 선박펀드를 운영하고 있다.
해운사가 보유한 배를 선박펀드가 돈을 주고 인수한 뒤 해운사에 다시 대여해 유동성 확보를 도와주고 계속 영업을 할 수 있도록 돕는 세일 앤 리스백(sale and lease back)형태의 프로그램이다.
캠코는 향후 3년 동안 매년 2500억원 투입, 5000억원 규모의 선박펀드를 조성해 해운사 유동성을 지원할 계획이다. 또한, 한국선박해양 및 선박 신조 지원프로그램에 각각 1000억원을 출자해 해운업 지원 정책을 다각적으로 지원한다.
캠코 관계자는 "구조개선이 필요한 해운사 선박을 인수해 해운사 유동성 공급을 통한 원활한 재무구조개선 지원과 금융회사 자산 건전성 제고가 기대된다"며 "이번 인수대상 선박 중 10척은 파산한 한진해운이 보유한 선박들로 한진해운 인력과 정기선사로서의 운용 노하우를 흡수할 수 있을 것으로 본다"고 말했다.
[출처] 매일경제 http://news.mk.co.kr/newsRead.php?&year=2017&no=322837

## 같이 보기
- 한국선박금융